# 甲州街道

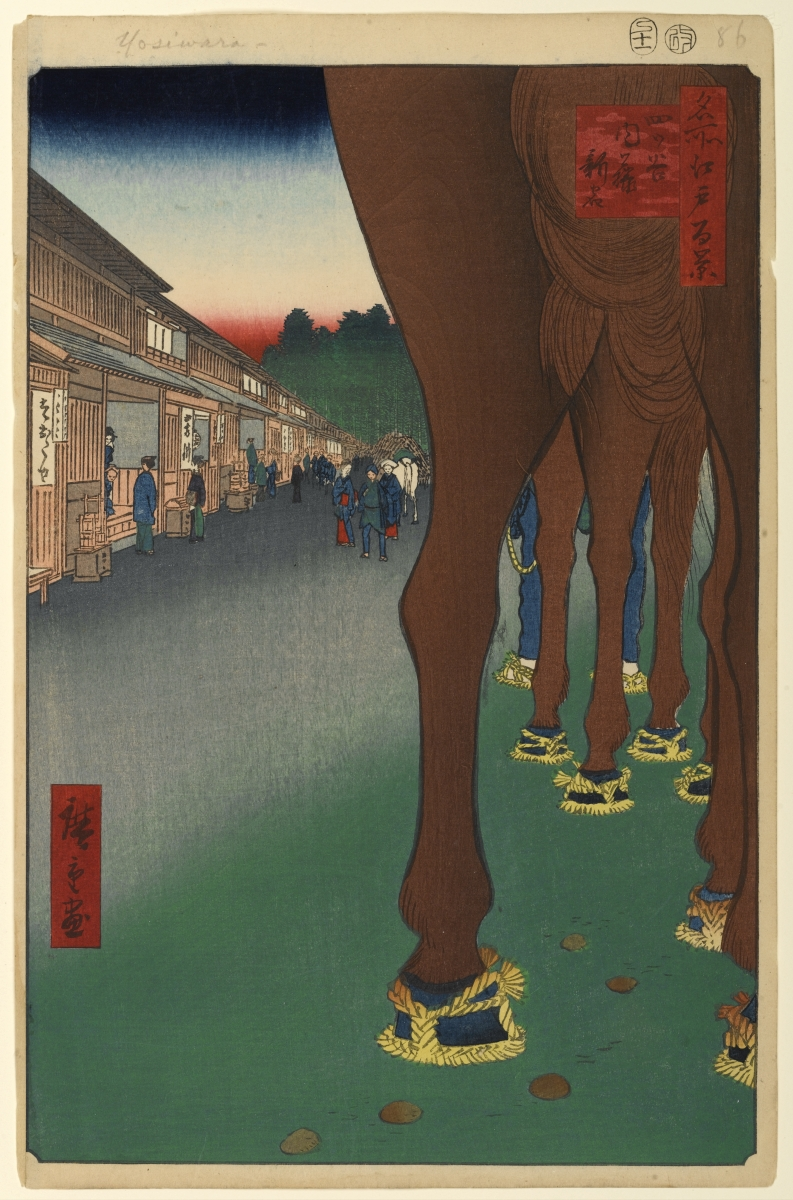
歌川広重によって描かれた「四ッ谷内藤新宿」『名所江戸百景』より

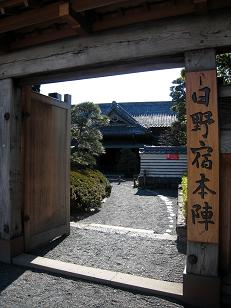
日野宿本陣跡。

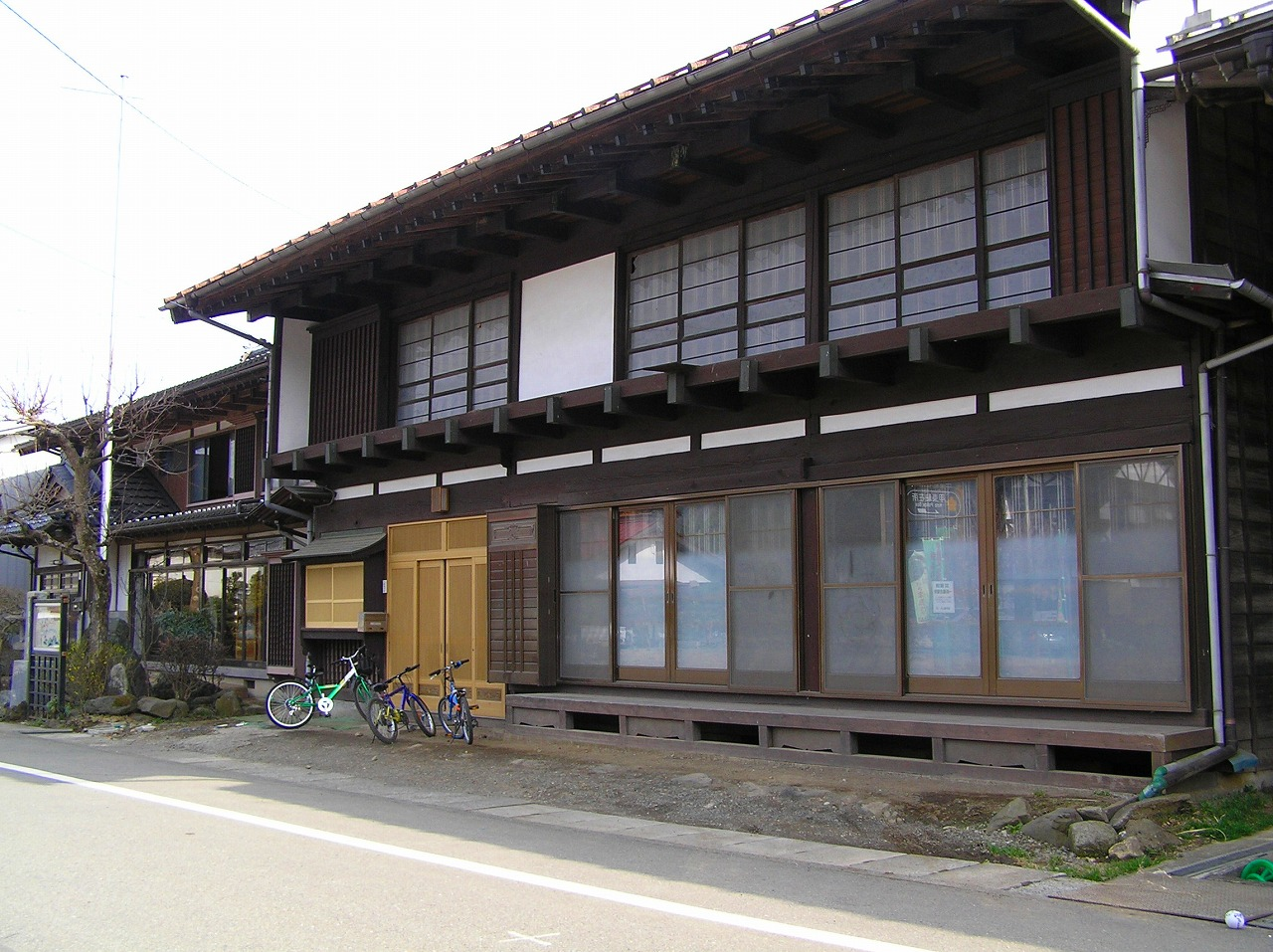
野田尻宿

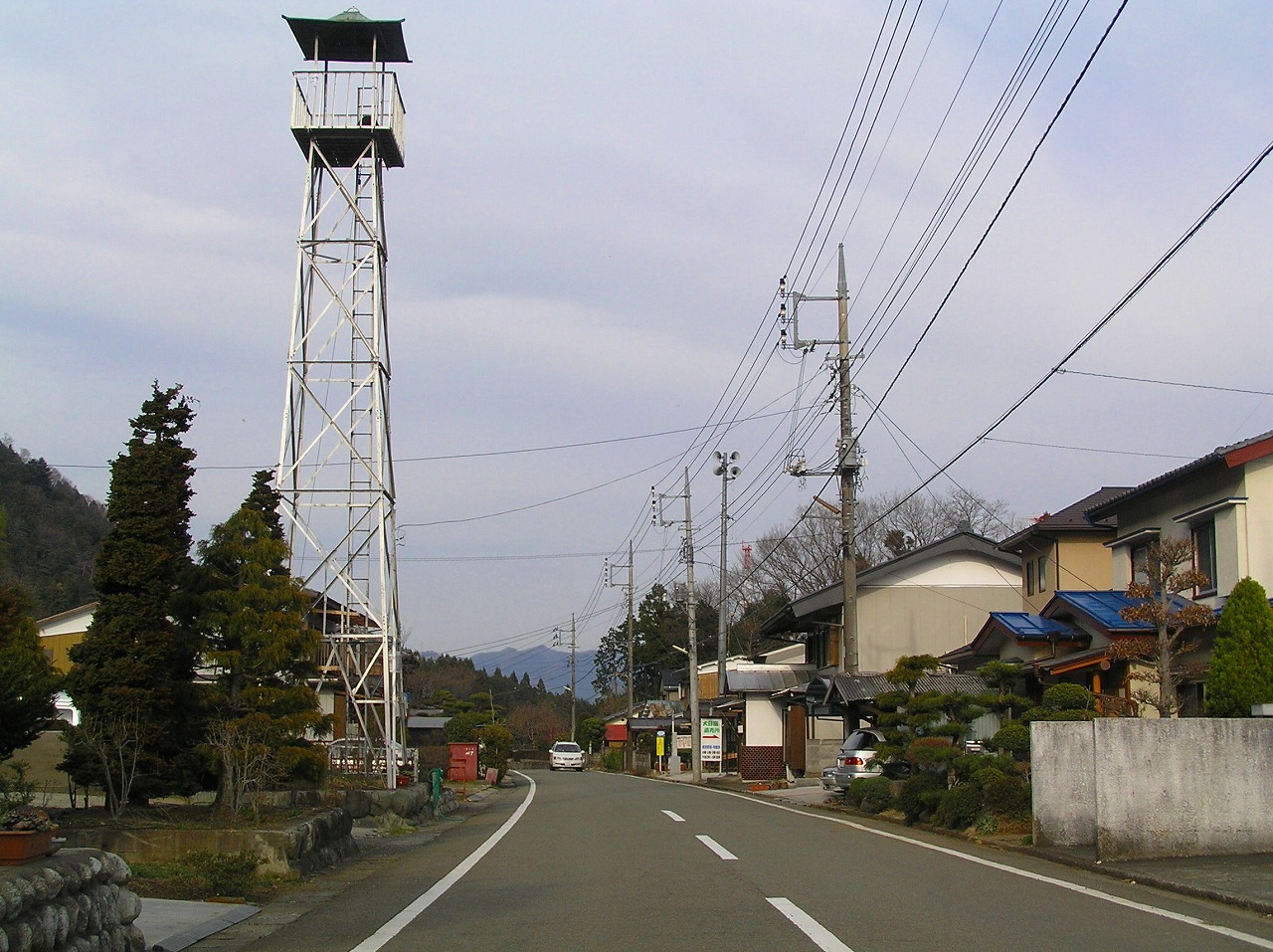
犬目宿

甲州街道（こうしゅうかいどう）は、甲斐国（山梨県）へつながる道。江戸幕府によって整備された五街道のひとつ。
古甲州道をもとにして、江戸幕府によって整備された五街道の1つとして、5番目に完成した街道である。江戸日本橋または江戸城半蔵門から内藤新宿、八王子、甲府を経て信濃国の下諏訪宿で中山道と合流するまで44次の宿場が置かれ、江戸から甲府までの37宿を表街道、甲府から下諏訪までの7宿を裏街道と呼んだ。近世初頭には「甲州海道」と呼称され、正徳6年（1716年）4月の街道呼称整備で「甲州道中」に改められる。中馬による陸上運送が行われた。江戸の町において陰陽道の四神相応で言うところの白虎がいるとされる街道である。
多摩川に近い所を通っていた箇所（谷保 - 府中 - 調布など）は、度重なる多摩川の洪水などにより何度か南側に平行する道路へ道筋が変更された。その後も古く狭い街道が、新しくできたバイパス道路へと路線が変更となっている。

## 歴史

### 戦国時代
戦国時代は甲斐国は甲斐武田氏、武蔵国を上杉氏・後北条氏が支配し、しばしば対立した為、街道が整備されていなかった。甲斐国から武蔵国へ出るには、後の中山道のルートである碓氷峠から現在の安中市を通って南下するルートが主であった。
永禄12年(1569年)、甲府 - 八王子間の街道は整備されていなかったが、甲斐武田氏の小山田信茂が間道を抜けて小仏峠を越え武蔵国八王子に侵入し（廿里の戦い）、北条方が北方に備えた滝山城の裏門を突いて三の丸まで抜き落城寸前まで迫り、さらに武田氏方はここを通って後北条氏の本拠小田原城を攻めた(詳細は三増峠の戦い参照)。

### 安土桃山時代
天正10年(1582年)、天正壬午の乱の結果、甲斐は徳川家康支配となる。
天正18年（1590年）、豊臣政権に臣従した徳川家康は武蔵国に移封され、徳川領と接する甲斐は豊臣家から見て最前線とされ、豊臣秀勝・加藤光泰・浅野長政・浅野幸長父子などの豊臣系大名が入国した。

### 江戸時代
慶長5年（1600年）、関ヶ原の戦いの結果、甲斐国は徳川氏直轄・譜代支配となった。この結果、甲州沿いが徳川領、もしくは親藩となり、街道が整備できる環境が整った。
甲州街道「江戸 - 甲府」の開設は慶長7年（1602年）で、すべての宿場の起立時期は明確とはなっていなく、徐々に整備されていった。
近世には諸街道の整備が行われるが、甲州街道は徳川家康の江戸入府に際し、江戸城陥落の際の甲府までの将軍の避難路として使用されることを想定して造成されたという（その為、街道沿いは砦用に多くの寺院を置き、その裏に同心屋敷を連ねられている）。
また、短い街道であるにもかかわらず、小仏・鶴瀬に関所を設けている。これは、甲府城を有する甲府藩が親藩であることと、沿道の四谷に伊賀組・根来組・甲賀組・青木組（二十五騎組）の4組から成る鉄砲百人組が配置されており、鉄砲・足軽兵力が将軍と共に徳川家親藩の甲府城までいったん避難した後に江戸城奪還を図るためであるという。
参勤交代の際に利用した藩は信濃高遠藩、高島藩、飯田藩である。それ以外の藩は中山道を利用した。下諏訪宿から江戸までは甲州街道が距離はより短いが、物価が高いことや街道沿線のインフラ整備状況がその主な理由と言われる。その事から発展が遅れ、衰退する宿場町もあった。
街道において、多摩川、鶴川、笛吹川の三川は、橋が架けられていない川であった。多摩川と笛吹川は渡船が、鶴川は川越人夫が旅人などを運んだ。
近世には旅の大衆化に伴い甲州道中上の名所旧跡などを紹介した地誌類や視覚化した絵図類が製作されており、絵図では『甲州道中分間延絵図』や『甲州道中図屏風』が知られる。また、宇治採茶使は甲州街道を利用した。

## 宿場
多くの宿場があり人々は国府参り等を旅路の楽しみとして賑わっていたが、趣向の変化で国府も西の外れ近くとなり、また東海道の人気により江戸より離れた宿場町は衰退していった。宿場は『甲州道中宿村大概帳』による。

### 表街道
| 宿場             | 里程    | 令制国 | 郡       | 現在の自治体 | 現在の自治体 | 現在の自治体 | 特記事項 |
| 宿場             | 里程    | 令制国 | 郡       | 都道府県     | 市区町村     | 市区町村     | 特記事項 |
| ---------------- | ------- | ------ | -------- | ------------ | ------------ | ------------ | --- |
| 日本橋           | 起点    | 武蔵国 | 豊島郡   | 東京都       | 中央区       | 中央区       | 中山道、東海道、日光街道、奥州街道、矢倉沢往還（青山通り大山道）と結ぶ。 発って1里の本郷追分（文京区弥生1丁目）で日光御成街道と結ぶ。 |
| 1. 内藤新宿      | 2里     | 武蔵国 | 豊島郡   | 東京都       | 新宿区       | 新宿区       | |
| 2. 下高井戸宿    | 2里     | 武蔵国 | 多摩郡   | 東京都       | 杉並区       | 杉並区       | 下高井戸と上高井戸の合宿（高井戸宿）                                                                                                  |
| 3. 上高井戸宿    | 12丁    | 武蔵国 | 多摩郡   | 東京都       | 杉並区       | 杉並区       | 下高井戸と上高井戸の合宿（高井戸宿）                                                                                                  |
| 4. 国領宿        | 1里19丁 | 武蔵国 | 多摩郡   | 東京都       | 調布市       | 調布市       | 国領から上石原までは布田五宿 |
| 5. 下布田宿      | 3丁     | 武蔵国 | 多摩郡   | 東京都       | 調布市       | 調布市       | 国領から上石原までは布田五宿 |
| 6. 上布田宿      | 2丁     | 武蔵国 | 多摩郡   | 東京都       | 調布市       | 調布市       | 国領から上石原までは布田五宿 |
| 7. 下石原宿      | 8丁     | 武蔵国 | 多摩郡   | 東京都       | 調布市       | 調布市       | 国領から上石原までは布田五宿 |
| 8. 上石原宿      | 7丁     | 武蔵国 | 多摩郡   | 東京都       | 調布市       | 調布市       | 国領から上石原までは布田五宿 |
| 9. 府中宿        | 1里10丁 | 武蔵国 | 多摩郡   | 東京都       | 府中市       | 府中市       | |
| 10. 日野宿       | 2里     | 武蔵国 | 多摩郡   | 東京都       | 日野市       | 日野市       | |
| 11. 八王子宿     | 1里27丁 | 武蔵国 | 多摩郡   | 東京都       | 八王子市     | 八王子市     | 日光脇往還と結ぶ。 |
| 12. 駒木野宿     | 1里27丁 | 武蔵国 | 多摩郡   | 東京都       | 八王子市     | 八王子市     | 小原との間、小仏関所付近に間の宿・小仏宿あり                                                                                          |
| 13. 小原宿       | 27丁    | 相模国 | 津久井郡 | 神奈川県     | 相模原市     | 緑区         | |
| 14. 与瀬宿       | 19丁    | 相模国 | 津久井郡 | 神奈川県     | 相模原市     | 緑区         | |
| 15. 吉野宿       | 34丁    | 相模国 | 津久井郡 | 神奈川県     | 相模原市     | 緑区         | |
| 16. 関野宿       | 26丁    | 相模国 | 津久井郡 | 神奈川県     | 相模原市     | 緑区         | |
| 17. 上野原宿     | 34丁    | 甲斐国 | 都留郡   | 山梨県       | 上野原市     | 上野原市     | |
| 18. 鶴川宿       | 18丁    | 甲斐国 | 都留郡   | 山梨県       | 上野原市     | 上野原市     | |
| 19. 野田尻宿     | 1里3丁  | 甲斐国 | 都留郡   | 山梨県       | 上野原市     | 上野原市     | |
| 20. 犬目宿       | 18丁    | 甲斐国 | 都留郡   | 山梨県       | 上野原市     | 上野原市     | |
| 21. 下鳥沢宿     | 1里11丁 | 甲斐国 | 都留郡   | 山梨県       | 大月市       | 大月市       | 下鳥沢と上鳥沢の合宿（鳥沢宿） |
| 22. 上鳥沢宿     | 5丁     | 甲斐国 | 都留郡   | 山梨県       | 大月市       | 大月市       | 下鳥沢と上鳥沢の合宿（鳥沢宿） |
| 23. 猿橋宿       | 26丁    | 甲斐国 | 都留郡   | 山梨県       | 大月市       | 大月市       | |
| 24. 駒橋宿       | 22丁    | 甲斐国 | 都留郡   | 山梨県       | 大月市       | 大月市       | |
| 25. 大月宿       | 16丁    | 甲斐国 | 都留郡   | 山梨県       | 大月市       | 大月市       | |
| 26. 下花咲宿     | 13丁    | 甲斐国 | 都留郡   | 山梨県       | 大月市       | 大月市       | 下花咲と上花咲の合宿（花咲宿） |
| 27. 上花咲宿     | 5丁     | 甲斐国 | 都留郡   | 山梨県       | 大月市       | 大月市       | 下花咲と上花咲の合宿（花咲宿） |
| 28. 下初狩宿     | 13丁    | 甲斐国 | 都留郡   | 山梨県       | 大月市       | 大月市       | 下初狩と中初狩の合宿（初狩宿） |
| 29. 中初狩宿     | 24丁    | 甲斐国 | 都留郡   | 山梨県       | 大月市       | 大月市       | 下初狩と中初狩の合宿（初狩宿） |
| 30. 白野宿       | 1里2丁  | 甲斐国 | 都留郡   | 山梨県       | 大月市       | 大月市       | |
| 31. 阿弥陀海道宿 | 18丁    | 甲斐国 | 都留郡   | 山梨県       | 大月市       | 大月市       | |
| 32. 黒野田宿     | 12丁    | 甲斐国 | 都留郡   | 山梨県       | 大月市       | 大月市       | |
| 33. 駒飼宿       | 2里5丁  | 甲斐国 | 山梨郡   | 山梨県       | 甲州市       | 甲州市       | |
| 34. 鶴瀬宿       | 18丁    | 甲斐国 | 山梨郡   | 山梨県       | 甲州市       | 甲州市       | |
| 35. 勝沼宿       | 1里3丁  | 甲斐国 | 山梨郡   | 山梨県       | 甲州市       | 甲州市       | |
| 36. 栗原宿       | 31丁    | 甲斐国 | 山梨郡   | 山梨県       | 山梨市       | 山梨市       | |
| 37. 石和宿       | 1里23丁 | 甲斐国 | 八代郡   | 山梨県       | 笛吹市       | 笛吹市       | |
| 38. 甲府柳町宿   | 1里19丁 | 甲斐国 | 山梨郡   | 山梨県       | 甲府市       | 甲府市       | |

### 裏街道
| 宿場           | 里程    | 令制国 | 郡     | 現在の自治体 | 現在の自治体 | 現在の自治体 | 特記事項       |
| 宿場           | 里程    | 令制国 | 郡     | 都道府県     | 市区町村     | 市区町村     | 特記事項       |
| -------------- | ------- | ------ | ------ | ------------ | ------------ | ------------ | -------------- |
| 38. 甲府柳町宿 | 起点    | 甲斐国 | 山梨郡 | 山梨県       | 甲府市       | 甲府市       |                |
| 39. 韮崎宿     | 3里20丁 | 甲斐国 | 巨摩郡 | 山梨県       | 韮崎市       | 韮崎市       |                |
| 40. 台ヶ原宿   | 4里     | 甲斐国 | 巨摩郡 | 山梨県       | 北杜市       | 北杜市       |                |
| 41. 教来石宿   | 1里14丁 | 甲斐国 | 巨摩郡 | 山梨県       | 北杜市       | 北杜市       |                |
| 42. 蔦木宿     | 1里6丁  | 信濃国 | 諏訪郡 | 長野県       | 諏訪郡       | 富士見町     |                |
| 43. 金沢宿     | 3里4丁  | 信濃国 | 諏訪郡 | 長野県       | 茅野市       | 茅野市       |                |
| 44. 上諏訪宿   | 3里14丁 | 信濃国 | 諏訪郡 | 長野県       | 諏訪市       | 諏訪市       |                |
| 下諏訪宿       | 1里11丁 | 信濃国 | 諏訪郡 | 長野県       | 諏訪郡       | 下諏訪町     | 中山道二十九番 |

## 国道20号
国道20号がこの街道を継承している。特に、新宿区の四谷四丁目交差点 - 神奈川県境の区間が、1962年（昭和37年）4月25日に東京都通称道路名（設定公告整理番号15）として（このうち国立市の国立インター入口交差点 - 八王子市の高倉町西交差点は、2007年4月1日に日野バイパスの全通により東京都道256号八王子国立線に降格）、山梨県内のバイパスを除く全区間が、山梨県道路愛称名（番号1）として指定されている。

## 東京都通称道路名
- 起点：新宿区四谷四丁目 四谷四丁目交差点
- 終点：神奈川県境
- 通過する自治体：

### 接続する主な道路
※上が日本橋側、下が神奈川県側。右は下り線側、左が上り線側。
| 交差する道路                                                                                          | 交差する道路                                                     | 交差点名       | 所在地   |
| --- | ---------------------------------------------------------------- | -------------- | -------- |
| 国道20号（新宿通り） 日本橋方面                                                                       |                                                                  |                |          |
| 東京都道418号北品川四谷線・東京都道430号新宿停車場前線（外苑西通り） 新宿区特別区道41-900（新宿通り） | 東京都道418号北品川四谷線（外苑西通り）                          | 四谷四丁目     | 新宿区   |
| 東京都道305号芝新宿王子線（明治通り）                                                                 | 東京都道305号芝新宿王子線（明治通り）                            | 新宿4丁目      | 新宿区   |
| 東京都道317号環状六号線（山手通り）                                                                   | 東京都道317号環状六号線（山手通り）                              | 初台           | 新宿区   |
| 東京都道420号鮫洲大山線（中野通り）                                                                   | 東京都道420号鮫洲大山線                                          | 笹塚           | 渋谷区   |
| 東京都道318号環状七号線（環七通り）                                                                   | 東京都道318号環状七号線（環七通り）                              | 大原           | 世田谷区 |
| 東京都道413号赤坂杉並線（井ノ頭通り）                                                                 | 東京都道413号赤坂杉並線（井ノ頭通り）                            | 松原           | 世田谷区 |
| - | 東京都道427号瀬田貫井線                                          |                | 杉並区   |
| 東京都道427号瀬田貫井線                                                                               | -                                                                | 下高井戸駅入口 | 杉並区   |
| 東京都道428号高円寺砧浄水場線                                                                         |                                                                  |                | 杉並区   |
| 東京都道14号新宿国立線                                                                                | -                                                                | 上北沢駅入口   | 杉並区   |
| 東京都道311号環状八号線（環八通り）                                                                   | 東京都道311号環状八号線（環八通り）                              | 上高井戸一丁目 | 杉並区   |
| 東京都道117号世田谷三鷹線（吉祥寺通り）                                                               |                                                                  | 給田           | 世田谷区 |
| - | 東京都道114号武蔵野狛江線バイパス（松原通り）                    |                | 調布市   |
| 東京都道114号武蔵野狛江線                                                                             | -                                                                | 仙川駅入口     | 調布市   |
| - | 東京都道114号武蔵野狛江線・東京都道118号調布経堂停車場線         | 仙川二丁目     | 調布市   |
| - | 東京都道11号大田調布線・東京都道119号北浦上石原線（旧甲州街道）  | 旧甲州街道入口 | 調布市   |
| 東京都道121号武蔵野調布線（三鷹通り）                                                                 | 東京都道121号武蔵野調布線（三鷹通り）                            | 下布田         | 調布市   |
| 東京都道12号調布田無線                                                                                | 東京都道12号調布田無線・東京都道19号町田調布線                   | 小島町         | 調布市   |
| 東京都道12号調布田無線バイパス（武蔵境通り）                                                          | 東京都道12号調布田無線バイパス（武蔵境通り）                     | 下石原交番前   | 調布市   |
| - | 東京都道229号府中調布線（旧甲州街道）                            |                | 調布市   |
| 東京都道123号境調布線（天文台通り）                                                                   | 東京都道123号境調布線（天文台通り）                              | 上石原         | 調布市   |
| 東京都道110号府中三鷹線・東京都道248号府中小平線（新小金井街道）                                      | 東京都道110号府中三鷹線・東京都道248号府中小平線（新小金井街道） | 若松町二丁目   | 府中市   |
| - | 東京都道229号府中調布線（旧甲州街道）                            | 東府中三叉路   | 府中市   |
| 東京都道15号府中清瀬線（小金井街道）                                                                  | 東京都道15号府中清瀬線（小金井街道）                             | 小金井街道入口 | 府中市   |
| 東京都道17号所沢府中線（府中街道）                                                                    | 東京都道17号所沢府中線（府中街道）                               | 寿町三丁目     | 府中市   |
| - | 東京都道229号府中調布線（旧甲州街道）                            | 本宿町         | 府中市   |
| 東京都道17号所沢府中線バイパス（新府中街道）                                                          | 東京都道18号府中町田線バイパス（新府中街道）                     | 本宿交番前     | 府中市   |
| 国立インター入口交差点 - 高倉町西交差点は「東京都道256号八王子国立線」を参照。                        |                                                                  |                |          |
| 東京都道59号八王子武蔵村山線（多摩大橋通り）                                                          | 東京都道155号町田平山八王子線（平山通り）                        | 石川入口       | 八王子市 |
| 国道16号八王子バイパス                                                                                | 国道16号八王子バイパス                                           | 大和田町四丁目 | 八王子市 |
| | （野猿街道）                                                     |                | 八王子市 |
| | 国道16号（東京環状）                                             | 八日町         | 八王子市 |
| 国道16号（東京環状）                                                                                  |                                                                  |                | 八王子市 |
| 東京都道32号八王子五日市線（秋川街道）                                                                |                                                                  | 本郷横丁       | 八王子市 |
| 東京都道521号上野原八王子線（陣馬街道）                                                               |                                                                  | 追分町         | 八王子市 |
| 東京都道46号八王子あきる野線支線（高尾街道のバイパス）                                                | 東京都道47号八王子町田線（町田街道）                             | 町田街道入口   | 八王子市 |
| 東京都道46号八王子あきる野線（高尾街道）                                                              |                                                                  | 高尾駅前       | 八王子市 |
| 東京都道516号浅川相模湖線                                                                             |                                                                  | 西浅川         | 八王子市 |
| 東京都道189号高尾山線                                                                                 |                                                                  |                | 八王子市 |
| | 国道20号八王子南バイパス                                         | 高尾山IC       | 八王子市 |
| 国道20号 相模原・甲府・塩尻方面                                                                       |                                                                  |                |          |

### 交差、平行する高速道路・鉄道・河川
- 新宿駅に乗り入れる複数の路線
- 東京メトロ副都心線（新宿三丁目駅）
- 首都高速4号新宿線
- 首都高速中央環状線
- 京王井の頭線（明大前駅 - 永福町駅間）
- 仙川
- 野川
- 中央自動車道
- 西武多摩川線（白糸台駅 - 多磨駅間）
- 武蔵野線（府中本町駅 - 北府中駅間）
- 南武線（西府駅 - 谷保駅間）

（この間は「東京都道256号八王子国立線」を参照）
- 八高線（八王子駅 - 北八王子駅間）
- 南浅川
- 中央本線（高尾駅 - 相模湖駅間）
- 京王高尾線（高尾駅 - 高尾山口駅間）

### 沿線の主な施設
- 新宿御苑
- 東京都立新宿高等学校
- 新宿三丁目駅
- 新宿駅
- 文化学園大学
- 新宿パークタワー
- 新宿出入口
- 新宿セミナー
- 初台駅
- 新国立劇場
- 代々木警察署
- 初台出入口
- 幡ヶ谷駅
- 幡ヶ谷出入口
- 創価学会渋谷平和会館
- 明治大学和泉キャンパス
- 永福出入口
- 世田谷区立烏山中学校
- 調布自動車学校
- 調布警察署
- 調布郵便局
- 調布市立八雲台小学校
- 電気通信大学
- 調布IC
- 東京スタジアム（通称・味の素スタジアム）
- 府中警察署
- 府中市立府中第一小学校

（この間は「東京都道256号八王子国立線」を参照）
- 高尾警察署
- 高尾山自動車安全祈願殿

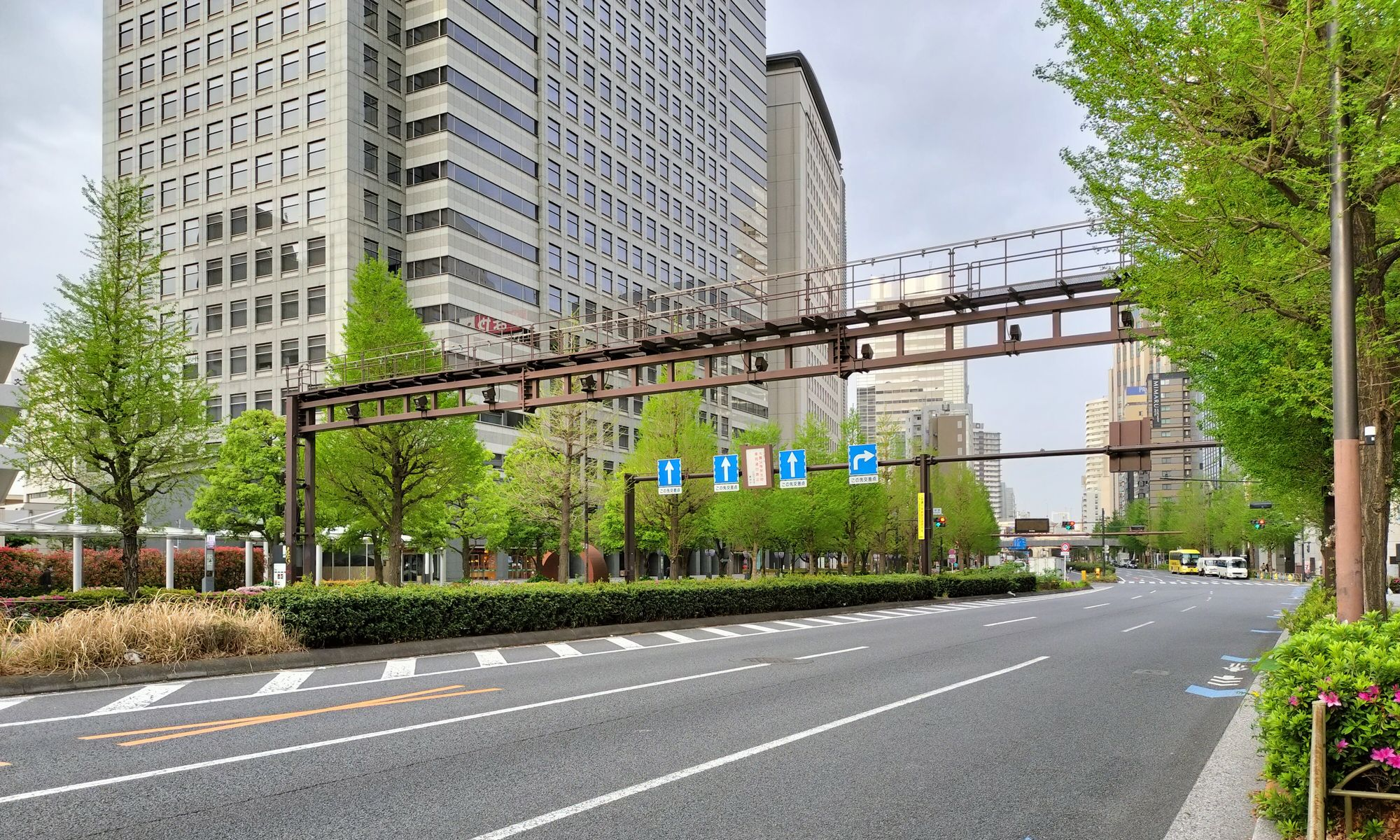
文化学園大学付近
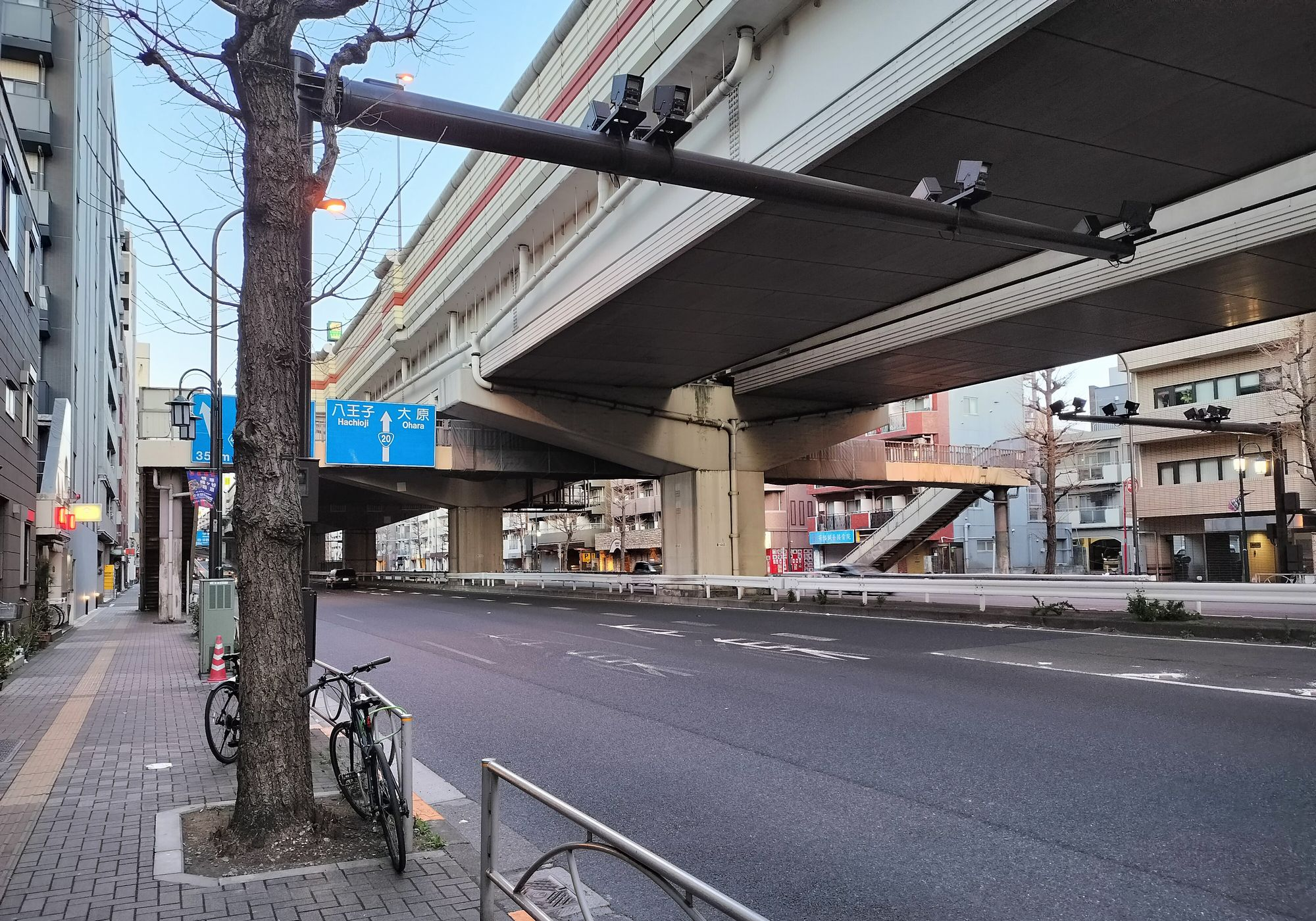
幡ヶ谷駅付近
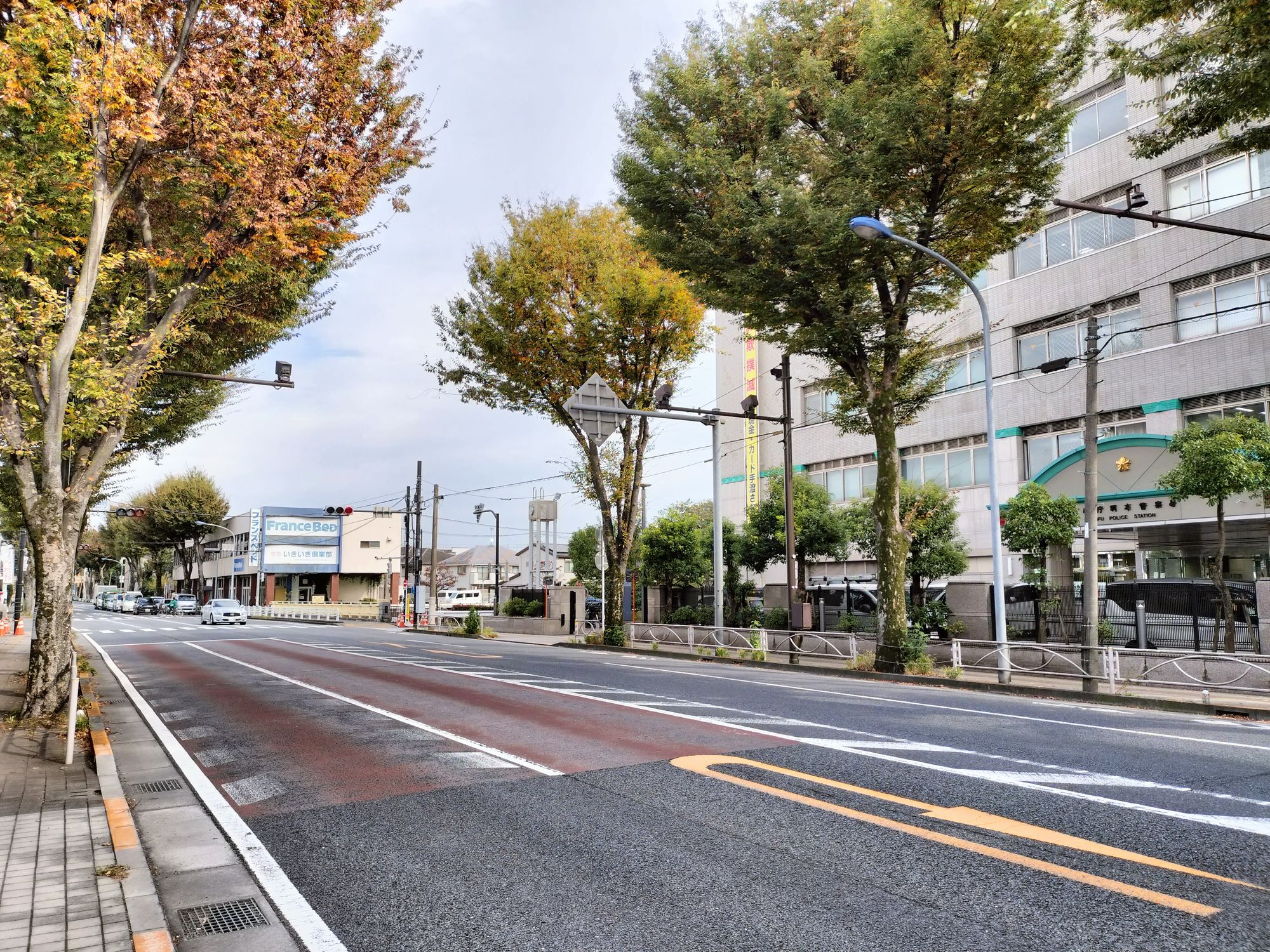
調布警察署付近

### 橋梁・トンネル
- 新宿御苑トンネル（自動車専用）
- 西府橋（南武線）

### その他
西新宿一丁目交差点付近から幡ヶ谷駅付近にかけては京王新線が下を通り、西新宿3丁目交差点付近から上北沢駅入口交差点付近にかけては首都高速4号新宿線が上を通っているほか、新宿駅から府中駅にかけて京王線が近くを並行している。
地図によっては、都営地下鉄新宿線が甲州街道新宿四丁目交差点付近から新宿跨線橋下を通って西新宿一丁目交差点に至るが、これは誤りである。新宿線は、新宿跨線橋下（基礎）を避けるため、甲州街道の南側を通っているのが正しい。ただし、後年の新宿跨線橋架け替え工事に伴い、甲州街道の幅員は30 mから50 mに拡幅されており、南側に増設された部分の橋桁が新宿線東行き（本八幡方面行き）のシールドトンネルの真上に位置している。

## ルート解説
本来の甲州街道は現在の甲州街道（国道20号）と同一の部分もあるが、バイパスの完成などにより、並行する別の道となっている所がある。この場合、旧来の道を「旧甲州街道」、新しい道を「新甲州街道」や「新道」とも呼ぶ。

### 日本橋から新宿まで
起点は昔も今も日本橋で変わりはない。四谷大木戸、現在の四谷四丁目までの道筋も変わっていない。四谷大木戸から先で若干道筋が異なっている。現在の甲州街道は、南寄りに走り新宿御苑の下をトンネルで通過する。かつての甲州街道は現在の新宿通りを新宿追分（現在の新宿三丁目）まで進む。そして、現在の「追分だんご本舗」（追分は分岐点の意）の店がある辺りで脇街道のひとつである青梅街道と分かれていた。
新宿御苑は、高遠藩内藤家の下屋敷跡でその一隅に宿場が設けられたので内藤新宿と言われた。現在も御苑一帯は内藤町と呼ばれ、町名に名残を残している。また、内藤新宿は少し遅れて作られ、その後廃され、さらに復活した。

### 新宿から府中まで
現在の甲州街道は新宿駅南口前の陸橋（新宿跨線橋）で山手線等JR線、小田急小田原線を越えた後、国道20号として環八通り（東京都道311号環状八号線）の上高井戸1丁目交差点まで続いている。山手通りをアンダーパス、首都高速4号新宿線初台出入口、中野通りをオーバーパス、環七通りをアンダーパス、井ノ頭通りをオーバーパス、首都高速4号新宿線永福出入口、上北沢駅入り口交差点で首都高速4号新宿線と東八道路と分岐する。上高井戸1丁目交差点を越えてすぐに旧甲州街道が国道20号から分岐し、京王線仙川駅東方の仙川三叉路交差点まで国道20号と分かれて走っている。仙川三叉路からしばらくの間、甲州街道は国道20号とほぼ重なるが、仙川駅とつつじヶ丘駅との間にある国分寺崖線を駆け下りる斜面では、短い区間だが旧街道が国道20号と離れて残っている。この坂道は滝坂と呼ばれ、古くから急坂として有名であった。
国道20号が野川を渡ってすぐ、国領駅の少し手前で旧街道は再び国道20号から分かれる。その先は下石原1丁目交差点で鶴川街道と交差し、調布市上石原の西調布駅入口交差点手前で東京都道229号府中調布線に繋がっている。この区間の旧街道は現在は東京都道119号北浦上石原線となっており、途中に布田宿の跡がある。
東京都道229号府中調布線となった旧道は引き続き国道20号の南側を並行に走り、府中市本宿町の本宿町交差点で再び国道20号と合流する。この区間の旧道の中ほどにはかつて府中宿があり、現存する高札場付近が中心部であった。現在の京王線府中駅・大國魂神社界隈である。

### 府中から日野橋まで
府中市本宿町を出た甲州街道が国立市に入るとすぐに国立インター入口交差点がある。ここから南側に日野バイパスが分岐しており、現在の国道20号はそちらを経由するルートとなっている。一方、甲州街道はこの交差点を直進して東京都道256号八王子国立線となる。
国立市谷保の谷保天満宮（やぼてんまんぐう）の北側を通り日野橋交差点へ続く道筋は、往時とほとんど変わっていない。
現在の甲州街道は日野橋交差点で直角に左折し新奥多摩街道と分岐しているが、かつては右手奥の奥多摩街道を少し進んだところで左に折れ、南に下がって多摩川を渡っていた。今日の東京都道149号立川日野線立日橋のやや下流のところで、これを「日野の渡し」という。「日野の渡し」は当初は日野宿、その後は日野町（現・日野市）が経営し、1926年（大正15年）に日野橋が掛けられるまで存続していた。

### 日野市内

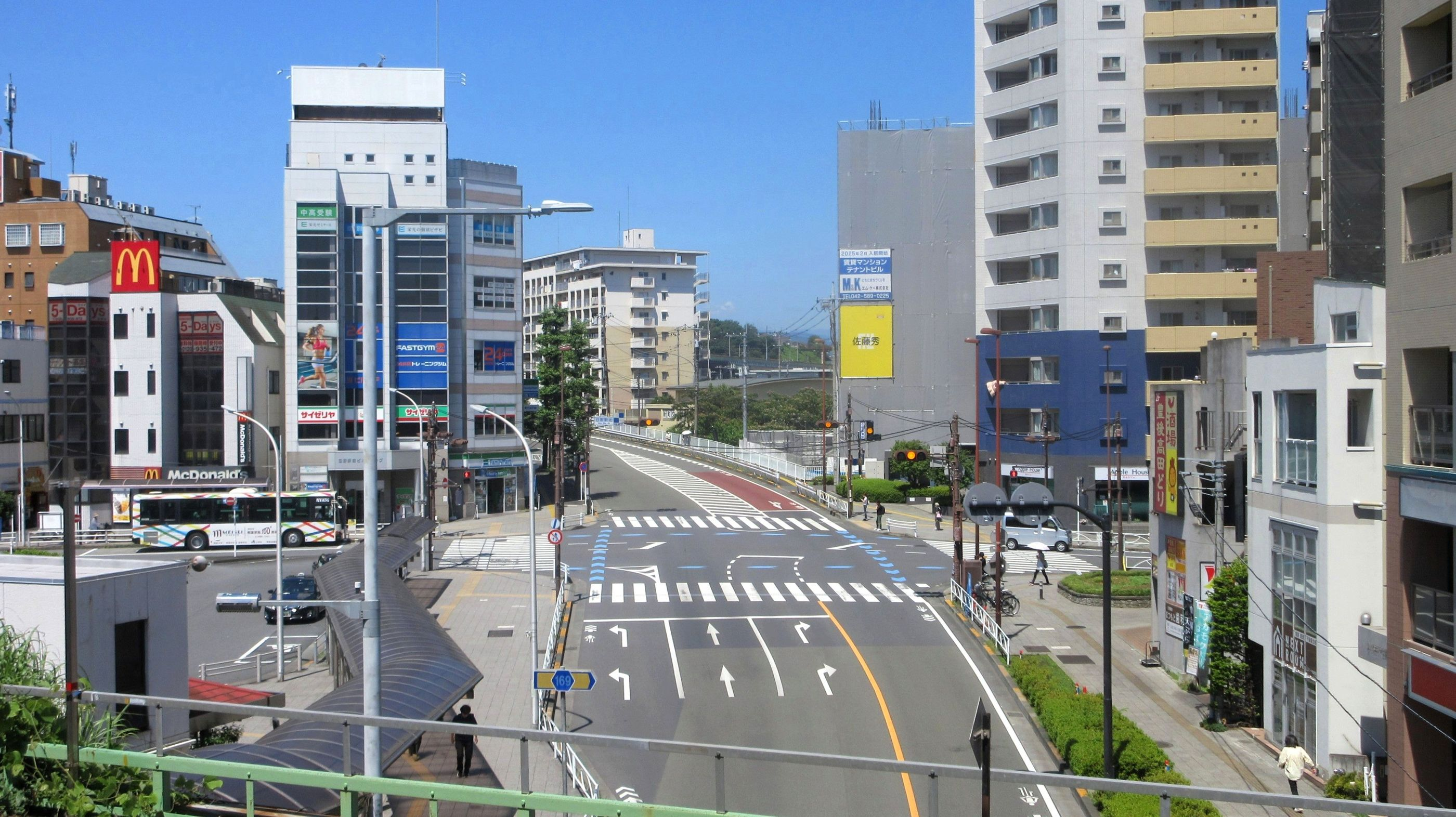
日野駅下を通る甲州街道

現在の新奥多摩街道入口交差点から八坂神社付近まではかつての道筋のままで、この一帯が日野宿の跡で、川崎街道を過ぎたところに本陣跡（旧佐藤彦五郎宅）が残っている。この建物は本陣としては東京都内で唯一現存するものである。その後、蕎麦屋として利用されていたものであるが、NHK大河ドラマ『新選組!』放映に合わせて日野市が買い取り一般公開されるようになった。向かいの日野図書館の敷地は、かつての問屋場と高札場である。日野駅前東交差点のやや北側を左折すると旧道となる。日野坂開鑿以前の古道は左折せずに東光寺街道を西進し粟の須村へ迂回していた。

### 八王子市内
八王子市に入るとすぐに高倉町西交差点がある。ここで甲州街道は日野バイパスと合流し、ふたたび国道20号となる。高倉町西交差点からの八王子市内は、ほぼ現在の国道20号と旧甲州街道は一致する。現甲州街道は 浅川を大和田橋で渡るが、かつての大和田の渡しはより上流側であったという。浅川を渡ると八王子横山宿である。
大和田橋南詰交差点からは、「北大通り」を進み、市立五中交差点からは左手の一方通行路を進む。そして突き当たった丁字路を左折し、八王子駅入口東交差点へ抜ける。このルートが鍵の手に曲がる八王子横山宿の入口に相当する。このルートの途中には竹の鼻公園があり、ここには日本橋から11里を示す「竹の鼻一里塚」が残る。
今日でも国道20号沿いには商店が並んでおり、八日町には「八日市宿跡」の碑が建つ。八王子横山宿は、横山宿と八日市宿を中心に15の宿があったため、八王子横山十五宿と呼ばれた。この内、横山宿と八日市宿には本陣および脇本陣があった。この宿は大久保長安が建設に尽力した街道中最大の宿である。八日市・横山・八幡などの地名は北条氏照の八王子城の城下町、元八王子に由来するものである。また、八王子は徳川家康が武田氏の遺臣を召抱えて組織した八王子千人同心の本拠であったが、追分交差点付近に千人町という地名として名残を留めている。新旧の道が交わり、脇街道の陣馬街道も分かれていく。八王子千人同心が日光勤番のために整備した日光脇往還もここから分岐する。
国道20号沿いには追分町交差点から高尾駅入口交差点までイチョウ並木が続いているがこれは大正天皇の多摩陵造営時に植えられたものである。その多摩陵のある武蔵陵墓地へ向かう東浅川町の「多摩御陵入口」交差点の1つ先の信号で国道20号から右に分かれる路地があり、陵南大橋まで続いている。そこが旧甲州街道であり、八王子千人同心の屋敷であった家々が残っているため往時を偲ぶことができる。

### 大垂水峠と小仏峠
相模湖方面へ抜けるルートは、現在では大垂水峠経由になっているが、かつては北寄りの小仏峠経由だった（中央自動車道や中央本線は小仏峠の真下を小仏トンネルで通過している）。現在は小仏峠手前まで東京都道・神奈川県道516号浅川相模湖線となって続いている。沿道の駒木野には「小仏関所跡」の碑がある。これは、もともと小仏峠にあった小仏関所（最初は富士見関所と言われたが、その後小仏関所となった）を1616年（元和2年）、駒木野に移したものである。駒木野移転後の関所も、通称として小仏関所と呼ばれた。関所跡の公園は「駒木野宿跡」でもある。
東京都道・神奈川県道516号浅川相模湖線を西に進むと、中央自動車道と首都圏中央連絡自動車道を結ぶ八王子JCTが見える。ここを過ぎたあたりからが「小仏宿跡」である。道は景信山登山口付近から林道となり、次第に砂利道、登山道となる。この小仏峠までの登山道はハイカーも多く、舗装されていなかった時代の旧甲州街道を偲ばせる。

### 神奈川県内
小仏峠は東京都と神奈川県の県境となっており、この先は神奈川県相模原市緑区である。小仏峠より先の旧甲州街道は中央自動車道の工事時に埋没してしまったため、登山道は底沢沿いに進み、国道20号の底沢橋へと続いている。底沢橋より国道20号を少し進むと、「小原宿跡」に着く。ここも日野宿同様本陣が残されている。神奈川県内唯一の本陣の建物で、津久井郡相模湖町（当時）が買い取り一般公開している。毎年11月3日には「小原宿本陣祭」が開催され、大名行列なども行われる。
神奈川県相模原市緑区吉野で国道20号から左に分かれ、相模川を渡り相模川右岸の名倉地区を通る神奈川県道・山梨県道520号吉野上野原停車場線が旧甲州街道である。道は再度相模川を渡り、そこに架かる境川橋が、神奈川県と山梨県の県境である。山梨県側である上野原市には相模国と甲斐国の国境の防衛のために武田氏が築いた「諏訪の関」跡碑がある。

### 上野原から猿橋まで
上野原市街地を抜けた甲州街道は、今では桂川の河岸段丘を急坂で下り左に折れ、鶴川から桂川沿いに進んでいる。かつての甲州街道は本町交差点の先にある国道20号・山梨県道・東京都道33号上野原あきる野線の分岐点の左手にある脇道に入り、さらに右に曲がって鶴川を渡り急峻な山間部を通って鳥沢に至る、現在の山梨県道30号大月上野原線のルートに相当する。一部は中央自動車道の工事に際し埋没してしまったが、急峻な地形が仇となって整備を免れたところも多く、現在も往時の面影を残すものも多い。野田尻の東には、甲斐・武蔵・相模の三国の境目に立てられた「長峰砦跡」がある。
山間部を抜け鳥沢まで下りて来た旧甲州街道は、四方津・梁川経由の国道20号と再び合流する。ここから猿橋辺りまでは甲州街道は国道20号とほぼ同じルートを辿る。鳥沢宿付近は宿場制定当初から広道幅で整備されたとされ、国道が整備された現在も宿場の名残を強く残している。鳥沢駅を少し過ぎた所にある鳥沢宿の本陣跡には「明治天皇駐蹕地碑」がある。
猿橋宿の前で甲州街道は桂川を渡る。今日の甲州街道は直進して新猿橋を渡っているが、旧道はこの新猿橋の手前で右手の脇道に入り、さらに左に曲がって桂川を渡って現道に合流する。この桂川に架かる橋こそ日本三大奇橋の一つ、猿橋である。刎橋（はねばし）という珍しい形式の橋で（同形式の橋で唯一現存する橋でもある）、周囲の渓谷美から甲州街道随一の名勝と言われ、歌川広重や富岡鉄斎、荻生徂徠ほか多くの文人が訪れ数々の作品を生み出している。国の名勝に指定されており、現在の橋は1984年（昭和59年）に基盤のコンクリート保護・鋼材の使用等安全性への考慮をしつつ復元したものである。
猿橋宿付近も鳥沢宿と同様、現在も旧街道筋を国道20号が通過しているが、宿場の面影は大きく薄れてしまっている。宿場の面影を伝えるのは猿橋や、猿橋駅入口を過ぎて少し進んだ先にある「猿橋一里塚」程度である。一里塚を過ぎて少し行くと国道20号は中央本線を跨線橋で渡っている。旧甲州街道は少し手前の山梨中央自動車の脇から右に分かれる脇道に入っていく。
旧道からは桂川の対岸に「岩殿山」を一望する。急峻な山上に築城された岩殿山城は戦国時代に東国屈指の堅固を誇ったことで知られており、武田氏の家臣で後に武田氏を滅亡に追いやった小山田氏の居城であった。甲州征伐後の小山田信茂処刑後江戸時代初期に廃城となったが、以降も甲府方面の要塞としてその地位を保った。
旧道にはその先東京電力の関連施設が立ち並んでおり、途中には日本で初めて長距離送電技術を利用した「駒橋発電所」がある。駒橋発電所を過ぎると、発電所の導水管を跨ぐ橋から左に分かれる脇道に入り、中央本線を渡って国道20号に合流する。合流点のすぐ先で、旧甲州街道は右に分かれる脇道に入っていく。約300m続くこの旧道付近が駒橋宿の跡にあたる。
再び国道20号に合流した少し先に、デイリーヤマザキがある。かつての甲州街道はこの辺りから右に分かれていたが、現在この旧道部分が消滅してしまったため、現道を進み、「高月橋入口」交差点手前から右に分かれる脇道に入る。その先国道139号の跨線橋を潜ると再び旧道となる。

### 笹子峠と笹子トンネル
今日の甲州街道は新笹子トンネルを通過するが、旧道は笹子峠を経由していた。現在、峠への道筋は山梨県道212号日影笹子線として残っている。また、この県道にほぼ平行して「笹子峠自然遊歩道」がある。この遊歩道が旧来の甲州街道にほぼ相当すると考えられる。街道を通る武士が武運を祈ったという「矢立の杉」もこの遊歩道沿いにある。県道の頂上にある笹子隧道の直上が甲州街道最大の難所と言われた「笹子峠」（標高：1,096m）である。峠を越えると甲州市である。
上諏訪宿からの道筋は、現在の諏訪市大手の上諏訪駅前の国道20号の北東側を通り、吉田の松の前から山沿いの道として残っている。下諏訪町境を越えて下諏訪町高木に入ってしばらくすると、南側に諏訪湖を見ることができる。高木には通称「政屋」「橋本屋」と呼ばれた茶屋跡があり、明治天皇が巡幸の際に石を投げたと言われる石投げ場などがある。富部（とんべ）地区の五官地籍には、一里塚跡が残っている。諏訪大社秋宮前を通過し、下諏訪宿本陣の問屋場跡前（現在は聴泉閣かめやホテル前）で中山道に合流する。

## その他の甲州街道
江戸と甲府を結ぶ新旧の甲州街道のほか、甲州へ向かう次の街道が甲州街道と呼ばれることがある。
- 静岡県静岡市清水区と山梨県甲府市を結ぶ街道（甲州道）。国道52号。
- 静岡県御殿場市 - 須走 - 籠坂峠 - 山中湖を結ぶ街道。国道138号。
- 山梨県韮崎市から長野県小諸市を結ぶ街道。（佐久甲州街道）。国道141号。

## 画像一覧

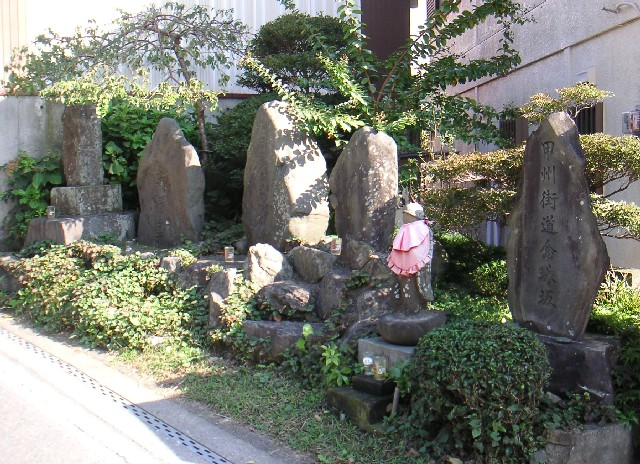
旧甲州街道、念珠坂（東京都八王子市裏高尾町）
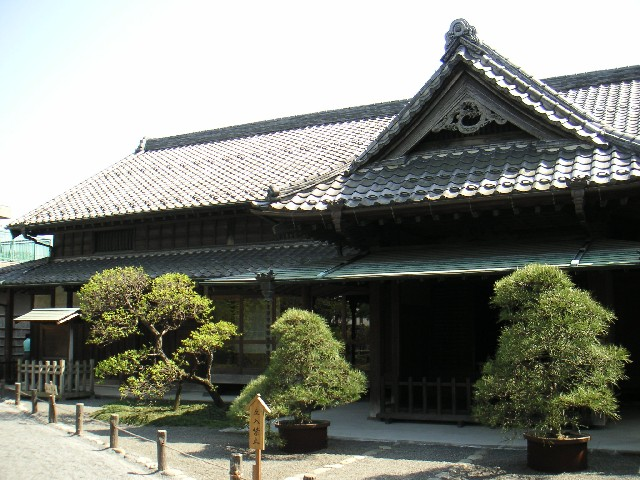
日野宿本陣跡
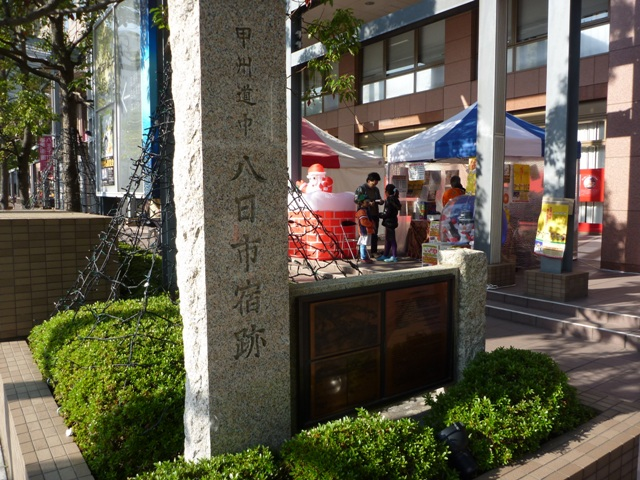
八王子宿・八日市宿跡碑
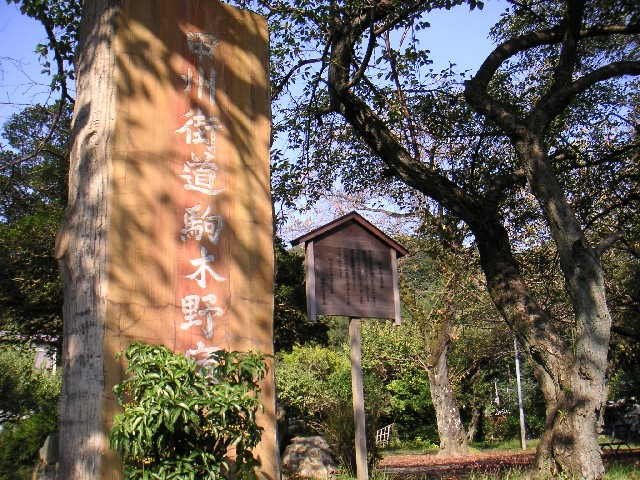
駒木野宿跡碑
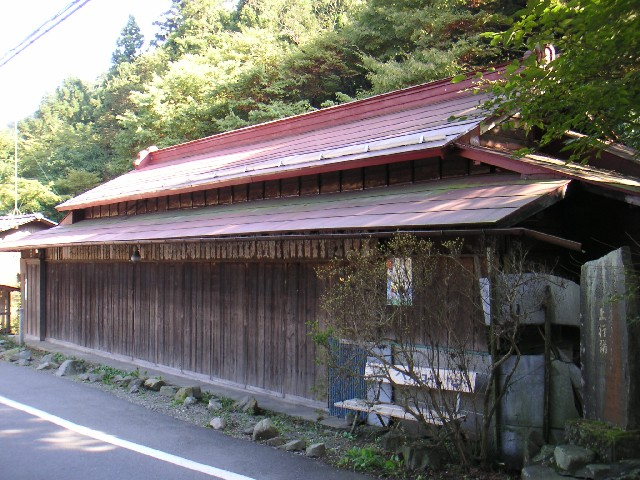
小仏宿跡付近
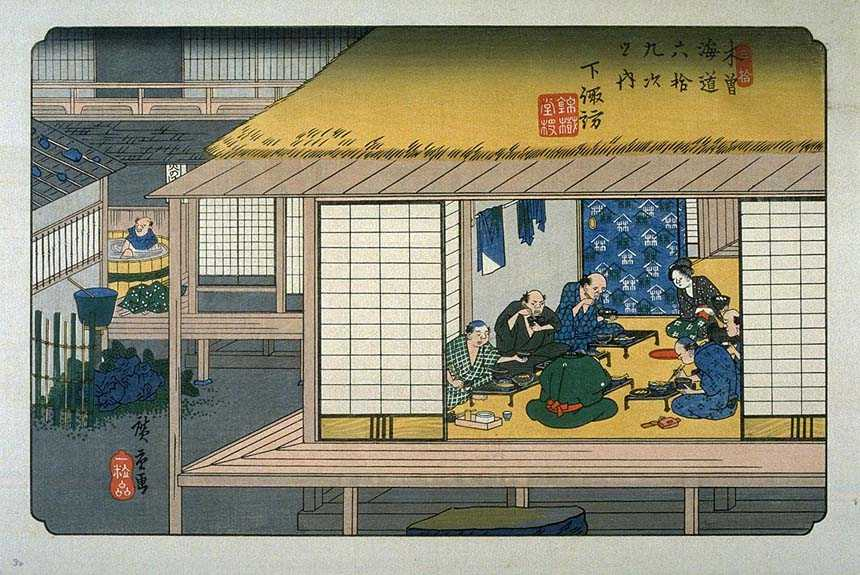
下諏訪宿